# Џеси Хок Шир
Џеси Хок Шир (енгл. Jesse Hauk Shera; Оксфорд, 8. децембар 1903 — 8. март 1982) је амерички библиотекар и теоретичар библиотекарства.

## Биографија
Џеси Хок Шир је дипломирао енглеску књижевност 1925. године и 1927. године је завршио студије библиотекарства на Јел Универзитету, одбранивши рад под насоловом Социолошки аспект Голсвортијевог романа о Форсајтовима. Његов први посао везан за библиотекарство обављао је у Библиотеци Универзитета у Мајамију. У овој библиотеци је радио различите послове и био ученик код првог професионално обученог библиотекара на овом Универзитету, Едгара Велг Кинга. Захваљујући њему, Шир је добио жељу за усавршавањем у области библиотекарства. Пријавио се и био примљен у Библиотекарску школу Колумбија универзитета али Шир није завршио прву годину студирања библиотекарства због изненада добијеног посла где је био потребан библиотекар који би одмах почео да ради и да се бави организацијом библиотеке при Мајами универзитету. Уписао је докторске студије 1938. године из области библиотекарства на Високој библиотекарској школи Универзитета у Чикагу. Шир је за докторске студије изабрао историјску тему али га је такође занимало и укључивање модерне технологије у рад у библиотекама. На овом универзитету највећу пажњу му је привукао Пирс Батлер кој се бавио филозофијом библиотекарства. У Чикагу 1944. године је одбранио свој докторат под насловом Темељи јавних библиотека: порекло покрета јавног библиотекарства у Новој Енглеској 1629-1855. Док је радио на свом докторату запослио се у Конгресној библиотеци у Вашингтону, где је био службеник за пројекат регистрације библиотека. Од марта 1944. године је био помоћник шефа централног информационог одсека Министарства за стратешке услуге у Вашингтону. Са пресељењем у Чикаго, 1944. године, постаје помоћник директора библиотеке Универзитета у Чикагу, Ралфа Билса. Када Билс прелази на позицију декана Шир постаје предавач на Универзитету. Током боравка у Чикагу склапа пријатељство са социологом Маргарет Иган која је имала значајну улогу у стицању угледа чикашке библиотекарске школе. Шир и Иган заједно организују Петнаесту годишњу конференцију библиотекарске школе у Чикагу 1950. године. Тада су промовисани и први помоћни апарати који су се могли користити у библиографском претраживању. Заједно су радили на формирању нових основа библиотекарства где су интегрисани библиотекарство, библиографија и савремена достигнућа. Шир 1952. године добија понуду за место декана Библиотекарске школе у Кливиленду где ради све до одласка у пензију. Шир је заслужан за пресељење часописа Документалистика у Америци из Вашингтона у школу у Кливиленду. Званично је отишао у пензију 1970. године али је и наставио да буде професор на Универзитету у Тексасу и две године је радио на Кејс Вестерн Ризерв Универзитету.

### Породица
Џеси Хок Шир је био ожењен са Хелен Меј Бикам, која је такође била библиотекарка и имали су двоје деце: Мери Хекен и Едгар Брукс Шир.

## Чланство
Шир је био доживотни члан Америчког библиотекарског удружења и члан његовог Савета од 1964. до 1970. године. Био је члан Савета националних библиотечких удружења, члан извршног одбора од 1964. до 1966. године. Био је такође члан Удружења Америчких библиотекарских школа и председник овог удружења од 1964. до 1965. године и члан удружења специјалних библиотека, као и члан низа државних библиотекарских друштава.

## Награде
За своје залагање у области библиотекарства добио је велики број награда и признања. Најважније су:
- Бета Фи Му 1965. године (награда за изузетан допринос библиотекарском образовању)
- Медаља Мелвила Дјуија 1968. године
- Награда за библиотекара године Библиотекарског друштва Охаја 1969. године [3].

## Дела
- Темељи јавних библиотека: Порекло покрета јавног библиотекарства у Новој Енглеској 1629-1855
- Библиографска организација
- Историчари, књиге, и библиотеке
- Библиотеке и организација знања
- Документалистика и организација знања
- Социолошке основе библиотекарства
- “Прави” библиотекар и други есеји
- Основе библиотекарског знања
- Разумети књиге и људе, разумети рачунаре, такође
- Увод у библиотекарство [3]